# Final Exit (grup sXe)
Final Exit fou un grup staight edge suec de música hardcore originari de la ciutat d'Umeå. El grup era un projecte paral·lel dels components de Refused i Abhinanda. Final Exit es va formar l'any 1994 i es va dissoldre el 1997, tot i realitzar alguns concerts esporàdics posteriors.

## Membres
- Dave Exit - veu (1994–1997, 2007, 2012)
- D-Rp - baix (1994–1997, 2007, 2012)
- Anders And- guitarra (1997, 2007, 2012)
- Jens Rens - bateria (2007, 2012)

### Membres anteriors
- Kid Stone - guitarra (1994–1997)
- SXE Guile - tambors (1994–1997)

## Discografia

### Àlbums
- Teg (1995)[1]
- Umeå (1997)

### Recopilacions
- Too Late For Apologies 7" (1997)
- Det Engentliga Västerbotten - Complete Discography 94-97 (2007, reedició 2009)

### Aparicions en altres compilacions
- Straight Edge As Fuck#1 (1994) - "Mutilated Scumbag"
- Straight Edge As Fuck#2 (1995) - "Sing Along"
- Straight Edge As Fuck#3 (1997) - "Spänningen Släpper"
- In Our Time (1997) - "Fuck You Cowboy"